# L'uomo venuto per uccidere
L'uomo venuto per uccidere (Un hombre vino a matar) è un film italo-argentino del 1967 diretto da León Klimovsky.

## Trama
Anthony Garrett viene giudicato colpevole per aver rubato un tesoro dell'esercito, ma riesce a fuggire mentre lo stavano scortando in prigione per scoprire i veri colpevoli e di chi lo ha incastrato.